# Duma florulenta
Duma florulenta (Meisn.) T.M. Schust. – gatunek rośliny z rodziny rdestowatych (Polygonaceae Juss.). Występuje naturalnie w Australii – w stanach Nowa Południowa Walia, Wiktoria, Australia Zachodnia i Australia Południowa oraz na Terytorium Północnym. 

## Morfologia
PokrójZrzucający liście krzew dorastający do 1–3 m wysokości. Pędy są wyprostowane lub nieco pnące.
LiścieIch blaszka liściowa ma kształt od równowąskiego do równowąsko lancetowatego. Mierzy 15–70 mm długości oraz 2–10 mm szerokości, o ostrym wierzchołku. Ogonek liściowy jest nagi i osiąga 1–5 mm długości.
KwiatyObupłciowe lub funkcjonalnie jednopłciowe, zebrane w kłosy przypominające pęczki o długości 2–12 cm, rozwijają się w kątach pędów.
OwoceTrójboczne niełupki osiągające 2–3 mm długości.